# Сьєрра-Невада-де-Мерида
Сьєрра-Невада-де-Мерида (ісп. Sierra Nevada de Mérida) — найвищий гірський хребет в північній Венесуелі, частина масиву Кордильєра-де-Мерида. Хребет містить найвищу вершину Венесуели Піко-Болівар (4981 м). Більша частина хребта захищена Національним парком Сьєрра-Невада.